# Bert van Marwijk
Lambertus van Marwijk, detto Bert (Deventer, 19 maggio 1952), è un allenatore di calcio ed ex calciatore olandese, di ruolo centrocampista o attaccante.
Ha ricoperto, tra l'altro, il ruolo di commissario tecnico della nazionale olandese, con la quale ha raggiunto il secondo posto al campionato del mondo del 2010.

## Biografia
È suocero dell'ex calciatore Mark van Bommel e quindi nonno di Ruben van Bommel.

## Carriera

### Calciatore
Nel ruolo di centrocampista ed attaccante, ha disputato un totale di 390 partite nella massima divisione olandese, ottenendo anche una convocazione da giocatore nella nazionale olandese.

### Allenatore
Dal 1º luglio 1995 al 2 settembre 1998 ha allenato il Meerseen. Dal 3 settembre 1997 al 30 giugno 2000 ha allenato il Fortuna Sittard. Le prime importanti esperienze da allenatore Bert le ha vissute dal 1º luglio 2000 al 30 giugno 2004 alla guida del Feyenoord, squadra olandese, vincendo la Coppa UEFA nel 2001-2002. Il 1º luglio del 2004 è passato al Borussia Dortmund, ma senza fortuna. Nel dicembre 2006 la società e van Marwijk hanno dichiarato di voler consensualmente rescindere il contratto che li lega al termine della stagione 2006-2007. L'allenatore ha però lasciato la panchina del club già il 18 dicembre 2006.
Il 14 luglio 2007, dimostrando d'essere ancora molto legato alla sua vecchia squadra, il tecnico dichiara di voler tornare ad allenare il Feyenoord una seconda volta, dopo che svariati allenatori, fra cui Co Adriaanse, avevano rifiutato l'incarico. L'allenatore aiuta la squadra a ripartire da zero, contribuendo alla sua completa rifondazione dopo la drammatica stagione 2006-2007, in cui i Kameraden erano finiti al settimo posto nella classifica della massima serie olandese. Quattro importanti giocatori vengono portati al club olandese da van Marwijk (Tim de Cler, Giovanni van Bronckhorst, Kevin Hofland e Roy Makaay), con l'obiettivo comune di riportare il Feyenoord agli antichi splendori.
Dopo il campionato d'Europa del 2008 succede a Marco Van Basten sulla panchina della nazionale olandese. Sotto la sua guida, gli olandesi raggiungono di nuovo, dopo trentadue anni, la finale di un mondiale di calcio, ma vengono battuti dalla Spagna ai tempi supplementari. Rimane il commissario tecnico della nazionale olandese anche per le qualificazioni al campionato d'Europa del 2012, in cui ottiene il primo posto nel girone, grazie a nove successi in dieci gare disputate. Nella fase finale della rassegna continentale l'Olanda si piazza ultima nel proprio girone, avendo subito tre sconfitte in tre partite; alla fine del torneo Van Marwijk annuncia le dimissioni da CT degli oranje, nonostante sia stato confermato dalla federcalcio olandese (KNVB), la quale lo ringrazia "per aver compiuto un lavoro straordinario portando la squadra alla finale mondiale e al primo posto nel ranking FIFA".
Il 22 settembre 2013 firma un contratto biennale con l'Amburgo, dove ritrova il connazionale Rafael van der Vaart. Il 15 febbraio 2014, con la squadra penultima in classifica, viene esonerato. In seguito lavora come opinionista per il canale olandese NOS in occasione del campionato mondiale di calcio 2014.
Il 25 agosto 2015 è nominato commissario tecnico dell’Arabia Saudita, con cui firma un contratto di un anno. Esordisce con una vittoria per 7-0 contro Timor Est in una partita valevole per le qualificazioni al mondiale di Russia. Il 21 aprile 2016 gli viene prolungato il contratto. Il 5 settembre 2017 qualifica la nazionale araba al mondiale di Russia dopo aver battuto il Giappone per 1-0 e a dodici anni dall'ultima qualificazione dei sauditi ai mondiali. Dieci giorni dopo la scadenza del contratto si vede revocare l'incarico: la federazione saudita si rifiuta di rinnovare l'accordo perché richiede che il CT risieda in Arabia Saudita, richiesta che van Marwijk non accetta.
Il 24 gennaio 2018 assume le redini dell'Australia. Ai Mondiali del 2018, la squadra riesce a fare solo un punto contro la Danimarca e arriva ultima nel girone di cui fanno parte anche Francia e Perù. A luglio viene sostituito da Graham Arnold. Dal 15 luglio 2018 fino al 16 dicembre 2019 è consulente del genero Mark van Bommel, che era stato suo assistente sulla panchina dell'Australia e in giugno era diventato il tecnico del PSV Eindhoven.
Il 20 marzo 2019 firma un contratto quadriennale con la nazionale emiratina, alla cui guida sostituisce Alberto Zaccheroni. Il 4 dicembre dello stesso anno viene esonerato dopo che la squadra non ha superato il girone della Coppa delle nazioni del Golfo 2019. Il 14 dicembre 2020, un anno dopo l'esonero, torna alla guida degli Emirati Arabi Uniti. La seconda esperienza alla guida della nazionale emiratina si rivela deludente, a causa di una campagna per le qualificazioni al mondiale in Qatar in cui vince solo una su sei partite e porta gli Emirati Arabi Uniti a una delle sconfitte più cocenti nella storia della nazionale, quella per 5-0 contro il Qatar nella Coppa araba FIFA 2021. Il 12 febbraio 2022, anche a causa degli scarsi risultati, decide di dimettersi.

## Statistiche

### Giocatore

#### Cronologia presenze e reti in nazionale
| Cronologia completa delle presenze e delle reti in nazionale ― Paesi Bassi | Cronologia completa delle presenze e delle reti in nazionale ― Paesi Bassi | Cronologia completa delle presenze e delle reti in nazionale ― Paesi Bassi | Cronologia completa delle presenze e delle reti in nazionale ― Paesi Bassi | Cronologia completa delle presenze e delle reti in nazionale ― Paesi Bassi | Cronologia completa delle presenze e delle reti in nazionale ― Paesi Bassi | Cronologia completa delle presenze e delle reti in nazionale ― Paesi Bassi | Cronologia completa delle presenze e delle reti in nazionale ― Paesi Bassi |
| Data                                                                       | Città                                                                      | In casa                                                                    | Risultato                                                                  | Ospiti                                                                     | Competizione                                                               | Reti                                                                       | Note                                                                       |
| -------------------------------------------------------------------------- | -------------------------------------------------------------------------- | -------------------------------------------------------------------------- | -------------------------------------------------------------------------- | -------------------------------------------------------------------------- | -------------------------------------------------------------------------- | -------------------------------------------------------------------------- | -------------------------------------------------------------------------- |
| 31-5-1975                                                                  | Belgrado                                                                   | Jugoslavia                                                                 | 3 – 0                                                                      | Paesi Bassi                                                                | Amichevole                                                                 | -                                                                          | 53’                                                                        |
| Totale                                                                     |                                                                            | Presenze                                                                   | 1                                                                          |                                                                            | Reti                                                                       | 0                                                                          |                                                                            |

### Allenatore

#### Club
Statistiche aggiornate al 24 luglio 2020. In grassetto le competizioni vinte.
| Stagione                 | Squadra                  | Campionato               | Campionato | Campionato | Campionato | Campionato | Coppe nazionali | Coppe nazionali | Coppe nazionali | Coppe nazionali | Coppe nazionali | Coppe continentali | Coppe continentali | Coppe continentali | Coppe continentali | Coppe continentali | Altre coppe | Altre coppe | Altre coppe | Altre coppe | Altre coppe | Totale | Totale | Totale | Totale | % Vittorie | Piazzamento |
| Stagione                 | Squadra                  | Comp                     | G          | V          | N          | P          | Comp            | G               | V               | N               | P               | Comp               | G                  | V                  | N                  | P                  | Comp        | G           | V           | N           | P           | G      | V      | N      | P      | %          | Piazzamento |
| ------------------------ | ------------------------ | ------------------------ | ---------- | ---------- | ---------- | ---------- | --------------- | --------------- | --------------- | --------------- | --------------- | ------------------ | ------------------ | ------------------ | ------------------ | ------------------ | ----------- | ----------- | ----------- | ----------- | ----------- | ------ | ------ | ------ | ------ | ---------- | ----------- |
| set. 1997-1998           | Fortuna Sittard          | ED                       | 32         | 14         | 6          | 12         | CO              | 4               | 3               | 0               | 1               | -                  | -                  | -                  | -                  | -                  | -           | -           | -           | -           | -           | 36     | 17     | 6      | 13     | 47,22      | Sub, 7°     |
| 1998-1999                | Fortuna Sittard          | ED                       | 34         | 12         | 8          | 14         | CO              | 8               | 7               | 0               | 1               | Int.               | 4                  | 2                  | 1                  | 1                  | -           | -           | -           | -           | -           | 46     | 21     | 9      | 16     | 45,65      | 10°         |
| 1999-2000                | Fortuna Sittard          | ED                       | 34         | 10         | 8          | 16         | CO              | 5               | 4               | 0               | 1               | -                  | -                  | -                  | -                  | -                  | -           | -           | -           | -           | -           | 39     | 14     | 8      | 17     | 35,90      | 12°         |
| Totale Fortuna Sittard   | Totale Fortuna Sittard   | Totale Fortuna Sittard   | 100        | 36         | 22         | 42         |                 | 17              | 14              | 0               | 3               |                    | 4                  | 2                  | 1                  | 1                  |             | -           | -           | -           | -           | 121    | 52     | 23     | 46     | 42,98      |             |
| 2000-2001                | Feyenoord                | ED                       | 34         | 21         | 3          | 10         | CO              | 2               | 1               | 0               | 1               | UCL+CU             | 2+6                | 0+4                | 1+1                | 1+1                |             |             |             |             |             | 44     | 26     | 5      | 13     | 59,09      | 2°          |
| 2001-2002                | Feyenoord                | ED                       | 34         | 19         | 7          | 8          | CO              | 2               | 1               | 1               | 0               | UCL+CU             | 6+9                | 1+4                | 2+5                | 3+0                |             |             |             |             |             | 51     | 25     | 15     | 11     | 49,02      | 3°          |
| 2002-2003                | Feyenoord                | ED                       | 34         | 25         | 5          | 4          | CO              | 4               | 3               | 0               | 1               | UCL                | 8                  | 3                  | 2                  | 3                  | SU          | 1           | 0           | 0           | 1           | 47     | 31     | 7      | 9      | 65,96      | 3°          |
| 2003-2004                | Feyenoord                | ED                       | 34         | 20         | 8          | 6          | CO              | 2               | 1               | 0               | 1               | CU                 | 4                  | 2                  | 1                  | 1                  |             |             |             |             |             | 40     | 23     | 9      | 8      | 57,50      | 3°          |
| 2004-2005                | Borussia Dortmund        | BL                       | 34         | 15         | 10         | 9          | CG              | 3               | 2               | 0               | 1               | Int.               | 2                  | 1                  | 0                  | 1                  |             |             |             |             |             | 39     | 18     | 10     | 11     | 46,15      | 7°          |
| 2005-2006                | Borussia Dortmund        | BL                       | 34         | 11         | 13         | 10         | CG              | 1               | 0               | 0               | 1               | Int.               | 2                  | 0                  | 2                  | 0                  |             |             |             |             |             | 37     | 11     | 15     | 11     | 29,73      | 7°          |
| ago.-dic.2006            | Borussia Dortmund        | BL                       | 17         | 5          | 7          | 5          | CG              | 2               | 1               | 0               | 1               |                    |                    |                    |                    |                    |             |             |             |             |             | 19     | 6      | 7      | 6      | 31,58      | Eson.       |
| Totale Borussia Dortmund | Totale Borussia Dortmund | Totale Borussia Dortmund | 85         | 31         | 30         | 24         |                 | 6               | 3               | 0               | 3               |                    | 4                  | 1                  | 2                  | 1                  |             |             |             |             |             | 95     | 35     | 32     | 28     | 36,84      |             |
| 2007-2008                | Feyenoord                | ED                       | 34         | 18         | 6          | 10         | CO              | 6               | 6               | 0               | 0               |                    |                    |                    |                    |                    |             |             |             |             |             | 40     | 24     | 6      | 10     | 60,00      | 6°          |
| Totale Feyenoord         | Totale Feyenoord         | Totale Feyenoord         | 170        | 113        | 29         | 38         |                 | 16              | 12              | 1               | 3               |                    | 35                 | 14                 | 12                 | 9                  |             | 1           | 0           | 0           | 1           | 222    | 139    | 42     | 51     | 62,61      |             |
| sett.2013-feb.2014       | Amburgo                  | BL                       | 15         | 3          | 3          | 9          | CG              | 2               | 1               | 0               | 1               |                    |                    |                    |                    |                    |             |             |             |             |             | 17     | 4      | 3      | 10     | 23,53      | Sub., Eson. |
| Totale carriera          | Totale carriera          | Totale carriera          | 370        | 183        | 84         | 103        |                 | 41              | 30              | 1               | 10              |                    | 43                 | 17                 | 15                 | 11                 |             |             |             |             |             | 454    | 230    | 100    | 124    | 50,66      |             |

#### Nazionale
Statistiche aggiornate al 14 settembre 2017.
| Squadra     | Naz                    | da             | a              | Record | Record | Record | Record     | Record | Record | Record | Record |
| G           | V                      | N              | P              | GF     | GS     | DR     | Vittorie % |        |        |        |        |
| ----------- | ---------------------- | -------------- | -------------- | ------ | ------ | ------ | ---------- | ------ | ------ | ------ | ------ |
| Paesi Bassi | Paesi Bassi (bandiera) | 1º agosto 2008 | 27 giugno 2012 | 52     | 34     | 10     | 8          | 111    | 42     | +69    | 65,38  |

| Squadra        | Naz                       | da             | a                 | Record | Record | Record | Record     | Record | Record | Record | Record |
| G              | V                         | N              | P                 | GF     | GS     | DR     | Vittorie % |        |        |        |        |
| -------------- | ------------------------- | -------------- | ----------------- | ------ | ------ | ------ | ---------- | ------ | ------ | ------ | ------ |
| Arabia Saudita | Arabia Saudita (bandiera) | 26 agosto 2015 | 14 settembre 2017 | 20     | 13     | 3      | 4          | 55     | 14     | +41    | 65,00  |

| Squadra   | Naz                  | da              | a              | Record | Record | Record | Record     | Record | Record | Record | Record |
| G         | V                    | N               | P              | GF     | GS     | DR     | Vittorie % |        |        |        |        |
| --------- | -------------------- | --------------- | -------------- | ------ | ------ | ------ | ---------- | ------ | ------ | ------ | ------ |
| Australia | Australia (bandiera) | 25 gennaio 2018 | 15 luglio 2018 | 7      | 2      | 2      | 3          | 9      | 10     | −1     | 28,57  |

| Squadra             | Naz                            | dal              | al               | Record | Record | Record | Record     | Record | Record | Record | Record |
| G                   | V                              | N                | P                | GF     | GS     | DR     | % Vittorie |        |        |        |        |
| ------------------- | ------------------------------ | ---------------- | ---------------- | ------ | ------ | ------ | ---------- | ------ | ------ | ------ | ------ |
| Emirati Arabi Uniti | Emirati Arabi Uniti (bandiera) | 20 marzo 2019    | 4 dicembre 2019  | 11     | 6      | 1      | 4          | 24     | 12     | +12    | 54,55  |
| Emirati Arabi Uniti | Emirati Arabi Uniti (bandiera) | 14 dicembre 2020 | 11 febbraio 2022 | 19     | 10     | 4      | 5          | 35     | 17     | +18    | 52,63  |
| Totale              | Totale                         | Totale           | Totale           | 30     | 16     | 5      | 9          | 59     | 29     | +30    | 53,33  |

#### Nazionali nel dettaglio

##### Paesi Bassi
| 2008               | Paesi Bassi        | Qual. Mondiale 2010 | 1º nel gruppo 9, Qualificato    | 3  | 3  | 0  | 0 | 100,00&                      | 5   | 1  | +4  |
| 2009               | Paesi Bassi        | Qual. Mondiale 2010 | 1º nel gruppo 9, Qualificato    | 5  | 5  | 0  | 0 | 100,00&                      | 12  | 1  | +11 |
| giu.-lug. 2010     | Paesi Bassi        | Mondiale 2010       | Finale (2º)                     | 7  | 6  | 0  | 1 | 85,71                        | 12  | 6  | +6  |
| 2010               | Paesi Bassi        | Qual. Europeo 2012  | 1º nel gruppo E, Qualificato    | 4  | 4  | 0  | 0 | 100,00&                      | 12  | 2  | +10 |
| 2011               | Paesi Bassi        | Qual. Europeo 2012  | 1º nel gruppo E, Qualificato    | 6  | 5  | 0  | 1 | 83,33                        | 25  | 6  | +19 |
| giugno 2012        | Paesi Bassi        | Europeo 2012        | Fase a gironi (4º nel gruppo B) | 3  | 0  | 0  | 3 | &0,00                        | 2   | 5  | -3  |
| 2008-2012          | Paesi Bassi        | Amichevoli          |                                 | 24 | 11 | 10 | 5 | 45,83 \|\|43 \|\|21 \|\| +21 |     |    |     |
| Totale Paesi Bassi | Totale Paesi Bassi | Totale Paesi Bassi  | Totale Paesi Bassi              | 52 | 34 | 10 | 8 | 65,38                        | 111 | 42 | +69 |

###### Panchine da commissario tecnico della nazionale olandese
| Cronologia completa delle presenze e delle reti in nazionale ― Paesi Bassi | Cronologia completa delle presenze e delle reti in nazionale ― Paesi Bassi | Cronologia completa delle presenze e delle reti in nazionale ― Paesi Bassi | Cronologia completa delle presenze e delle reti in nazionale ― Paesi Bassi | Cronologia completa delle presenze e delle reti in nazionale ― Paesi Bassi | Cronologia completa delle presenze e delle reti in nazionale ― Paesi Bassi | Cronologia completa delle presenze e delle reti in nazionale ― Paesi Bassi                               | Cronologia completa delle presenze e delle reti in nazionale ― Paesi Bassi |
| Data                                                                       | Città                                                                      | In casa                                                                    | Risultato                                                                  | Ospiti                                                                     | Competizione                                                               | Reti | Note                                                                       |
| -------------------------------------------------------------------------- | -------------------------------------------------------------------------- | -------------------------------------------------------------------------- | -------------------------------------------------------------------------- | -------------------------------------------------------------------------- | -------------------------------------------------------------------------- | --- | -------------------------------------------------------------------------- |
| 20-8-2008                                                                  | Mosca                                                                      | Russia                                                                     | 1 – 1                                                                      | Paesi Bassi                                                                | Amichevole                                                                 | Robin van Persie                                                                                         | Cap: G.van Bronckhorst                                                     |
| 6-9-2008                                                                   | Eindhoven                                                                  | Paesi Bassi                                                                | 1 – 2                                                                      | Australia                                                                  | Amichevole                                                                 | Klaas-Jan Huntelaar                                                                                      | Cap: G.van Bronckhorst                                                     |
| 10-9-2008                                                                  | Skopje                                                                     | Macedonia                                                                  | 1 – 2                                                                      | Paesi Bassi                                                                | Qual. Mondiali 2010                                                        | Johnny Heitinga Rafael van der Vaart                                                                     | Cap: G.van Bronckhorst                                                     |
| 11-10-2008                                                                 | Rotterdam                                                                  | Paesi Bassi                                                                | 2 – 0                                                                      | Islanda                                                                    | Qual. Mondiali 2010                                                        | Joris Mathijsen Klaas-Jan Huntelaar                                                                      | Cap: G.van Bronckhorst                                                     |
| 15-10-2008                                                                 | Oslo                                                                       | Norvegia                                                                   | 0 – 1                                                                      | Paesi Bassi                                                                | Qual. Mondiali 2010                                                        | Mark van Bommel                                                                                          | Cap: G.van Bronckhorst                                                     |
| 19-11-2008                                                                 | Amsterdam                                                                  | Paesi Bassi                                                                | 3 – 1                                                                      | Svezia                                                                     | Amichevole                                                                 | 2 Robin van Persie Dirk Kuyt                                                                             | Cap: G.van Bronckhorst                                                     |
| 11-2-2009                                                                  | Radès                                                                      | Tunisia                                                                    | 1 – 1                                                                      | Paesi Bassi                                                                | Amichevole                                                                 | Klaas-Jan Huntelaar                                                                                      | Cap: A.Ooijer                                                              |
| 28-3-2009                                                                  | Amsterdam                                                                  | Paesi Bassi                                                                | 3 – 0                                                                      | Scozia                                                                     | Qual. Mondiali 2010                                                        | Klaas-Jan Huntelaar Robin van Persie Dirk Kuyt (rig.)                                                    | Cap: G.van Bronckhorst                                                     |
| 1-4-2009                                                                   | Amsterdam                                                                  | Paesi Bassi                                                                | 4 – 0                                                                      | Macedonia                                                                  | Qual. Mondiali 2010                                                        | 2 Dirk Kuyt Klaas-Jan Huntelaar Rafael van der Vaart                                                     | Cap: G.van Bronckhorst                                                     |
| 6-6-2009                                                                   | Reykjavík                                                                  | Islanda                                                                    | 1 – 2                                                                      | Paesi Bassi                                                                | Qual. Mondiali 2010                                                        | Nigel de Jong Mark van Bommel                                                                            | Cap: G.van Bronckhorst                                                     |
| 10-6-2009                                                                  | Rotterdam                                                                  | Paesi Bassi                                                                | 2 – 0                                                                      | Norvegia                                                                   | Qual. Mondiali 2010                                                        | André Ooijer Arjen Robben                                                                                | Cap: G.van Bronckhorst                                                     |
| 12-8-2009                                                                  | Amsterdam                                                                  | Paesi Bassi                                                                | 2 – 2                                                                      | Inghilterra                                                                | Amichevole                                                                 | Dirk Kuyt Rafael van der Vaart                                                                           | Cap: R. van der Vaart                                                      |
| 5-9-2009                                                                   | Enschede                                                                   | Paesi Bassi                                                                | 3 – 0                                                                      | Giappone                                                                   | Amichevole                                                                 | Robin van Persie Wesley Sneijder Klaas-Jan Huntelaar                                                     | Cap: G.van Bronckhorst                                                     |
| 9-9-2009                                                                   | Glasgow                                                                    | Scozia                                                                     | 0 – 1                                                                      | Paesi Bassi                                                                | Qual. Mondiali 2010                                                        | Eljero Elia                                                                                              | Cap: G.van Bronckhorst                                                     |
| 10-10-2009                                                                 | Sydney                                                                     | Australia                                                                  | 0 – 0                                                                      | Paesi Bassi                                                                | Amichevole                                                                 | - | Cap: G.van Bronckhorst                                                     |
| 14-11-2009                                                                 | Pescara                                                                    | Italia                                                                     | 0 – 0                                                                      | Paesi Bassi                                                                | Amichevole                                                                 | - | Cap: G.van Bronckhorst                                                     |
| 18-11-2009                                                                 | Heerenveen                                                                 | Paesi Bassi                                                                | 0 – 0                                                                      | Paraguay                                                                   | Amichevole                                                                 | - | Cap: G.van Bronckhorst                                                     |
| 3-3-2010                                                                   | Amsterdam                                                                  | Paesi Bassi                                                                | 2 – 1                                                                      | Stati Uniti                                                                | Amichevole                                                                 | Dirk Kuyt (rig.) Klaas-Jan Huntelaar                                                                     | Cap: G.van Bronckhorst                                                     |
| 26-5-2010                                                                  | Friburgo in Brisgovia                                                      | Messico                                                                    | 1 – 2                                                                      | Paesi Bassi                                                                | Amichevole                                                                 | 2 Robin van Persie                                                                                       | Cap: R. van der Vaart                                                      |
| 1-6-2010                                                                   | Rotterdam                                                                  | Paesi Bassi                                                                | 4 – 1                                                                      | Ghana                                                                      | Amichevole                                                                 | Dirk Kuyt Rafael van der Vaart Wesley Sneijder Robin van Persie (rig.)                                   | Cap: G.van Bronckhorst                                                     |
| 5-6-2010                                                                   | Amsterdam                                                                  | Paesi Bassi                                                                | 6 – 1                                                                      | Ungheria                                                                   | Amichevole                                                                 | Robin van Persie Wesley Sneijder 2 Arjen Robben Mark van Bommel Eljero Elia                              | Cap: G.van Bronckhorst                                                     |
| 14-6-2010                                                                  | Johannesburg                                                               | Paesi Bassi                                                                | 2 – 0                                                                      | Danimarca                                                                  | Mondiali 2010 - 1º turno                                                   | autorete Dirk Kuyt                                                                                       | Cap: G.van Bronckhorst                                                     |
| 19-6-2010                                                                  | Durban                                                                     | Paesi Bassi                                                                | 1 – 0                                                                      | Giappone                                                                   | Mondiali 2010 - 1º turno                                                   | Wesley Sneijder                                                                                          | Cap: G.van Bronckhorst                                                     |
| 24-6-2010                                                                  | Città del Capo                                                             | Camerun                                                                    | 1 – 2                                                                      | Paesi Bassi                                                                | Mondiali 2010 - 1º turno                                                   | Robin van Persie Klaas-Jan Huntelaar                                                                     | Cap: G.van Bronckhorst                                                     |
| 28-6-2010                                                                  | Durban                                                                     | Paesi Bassi                                                                | 2 – 1                                                                      | Slovacchia                                                                 | Mondiali 2010 - Ottavi di finale                                           | Arjen Robben Wesley Sneijder                                                                             | Cap: G.van Bronckhorst                                                     |
| 2-7-2010                                                                   | Port Elizabeth                                                             | Paesi Bassi                                                                | 2 – 1                                                                      | Brasile                                                                    | Mondiali 2010 - Quarti di finale                                           | 2 Wesley Sneijder                                                                                        | Cap: G.van Bronckhorst                                                     |
| 6-7-2010                                                                   | Città del Capo                                                             | Uruguay                                                                    | 2 – 3                                                                      | Paesi Bassi                                                                | Mondiali 2010 - Semifinale                                                 | Giovanni van Bronckhorst Wesley Sneijder Arjen Robben                                                    | Cap: G.van Bronckhorst                                                     |
| 11-7-2010                                                                  | Johannesburg                                                               | Paesi Bassi                                                                | 0 – 1 dts                                                                  | Spagna                                                                     | Mondiali 2010 - Finale                                                     | - | Cap: G.van Bronckhorst                                                     |
| 11-8-2010                                                                  | Donec'k                                                                    | Ucraina                                                                    | 1 – 1                                                                      | Paesi Bassi                                                                | Amichevole                                                                 | Jeremain Lens                                                                                            | Cap: R.Vlaar                                                               |
| 3-9-2010                                                                   | Serravalle                                                                 | San Marino                                                                 | 0 – 5                                                                      | Paesi Bassi                                                                | Qual. Euro 2012                                                            | Dirk Kuyt (rig.) 3 Klaas-Jan Huntelaar Ruud van Nistelrooy                                               | Cap: M.van Bommel                                                          |
| 7-9-2010                                                                   | Rotterdam                                                                  | Paesi Bassi                                                                | 2 – 1                                                                      | Finlandia                                                                  | Qual. Euro 2012                                                            | 2 Klaas-Jan Huntelaar 1 (rig.)                                                                           | Cap: M.van Bommel                                                          |
| 8-10-2010                                                                  | Chișinău                                                                   | Moldavia                                                                   | 0 – 1                                                                      | Paesi Bassi                                                                | Qual. Euro 2012                                                            | Klaas-Jan Huntelaar                                                                                      | Cap: M.van Bommel                                                          |
| 12-10-2010                                                                 | Amsterdam                                                                  | Paesi Bassi                                                                | 4 – 1                                                                      | Svezia                                                                     | Qual. Euro 2012                                                            | 2 Klaas-Jan Huntelaar 2 Ibrahim Afellay                                                                  | Cap: M.van Bommel                                                          |
| 17-11-2010                                                                 | Amsterdam                                                                  | Paesi Bassi                                                                | 1 – 0                                                                      | Turchia                                                                    | Amichevole                                                                 | Klaas-Jan Huntelaar                                                                                      | Cap: M.van Bommel                                                          |
| 9-2-2011                                                                   | Eindhoven                                                                  | Paesi Bassi                                                                | 3 – 1                                                                      | Austria                                                                    | Amichevole                                                                 | Wesley Sneijder Klaas-Jan Huntelaar Dirk Kuyt                                                            | Cap: M.van Bommel                                                          |
| 25-3-2011                                                                  | Budapest                                                                   | Ungheria                                                                   | 0 – 4                                                                      | Paesi Bassi                                                                | Qual. Euro 2012                                                            | Rafael van der Vaart Ibrahim Afellay Dirk Kuyt Robin van Persie                                          | Cap: R. van der Vaart                                                      |
| 29-3-2011                                                                  | Amsterdam                                                                  | Paesi Bassi                                                                | 5 – 3                                                                      | Ungheria                                                                   | Qual. Euro 2012                                                            | Robin van Persie Wesley Sneijder Ruud van Nistelrooy 2 Dirk Kuyt                                         | Cap: R. van der Vaart                                                      |
| 4-6-2011                                                                   | Goiânia                                                                    | Brasile                                                                    | 0 – 0                                                                      | Paesi Bassi                                                                | Amichevole                                                                 | - | Cap: J.Heitinga                                                            |
| 8-6-2011                                                                   | Montevideo                                                                 | Uruguay                                                                    | 1 – 1 (4 - 3 dtr)                                                          | Paesi Bassi                                                                | Copa Confradernidad                                                        | Dirk Kuyt                                                                                                | Cap: J.Heitinga                                                            |
| 2-9-2011                                                                   | Eindhoven                                                                  | Paesi Bassi                                                                | 11 – 0                                                                     | San Marino                                                                 | Qual. Euro 2012                                                            | 4 Robin van Persie 2 Wesley Sneijder Johnny Heitinga Dirk Kuyt 2 Klaas-Jan Huntelaar Georginio Wijnaldum | Cap: M.van Bommel                                                          |
| 6-9-2011                                                                   | Helsinki                                                                   | Finlandia                                                                  | 0 – 2                                                                      | Paesi Bassi                                                                | Qual. Euro 2012                                                            | Kevin Strootman Luuk de Jong                                                                             | Cap: M.van Bommel                                                          |
| 7-10-2011                                                                  | Rotterdam                                                                  | Paesi Bassi                                                                | 1 – 0                                                                      | Moldavia                                                                   | Qual. Euro 2012                                                            | Klaas-Jan Huntelaar                                                                                      | Cap: M.van Bommel                                                          |
| 11-10-2011                                                                 | Solna                                                                      | Svezia                                                                     | 3 – 2                                                                      | Paesi Bassi                                                                | Qual. Euro 2012                                                            | Klaas-Jan Huntelaar Dirk Kuyt                                                                            | Cap: M.van Bommel                                                          |
| 11-11-2011                                                                 | Amsterdam                                                                  | Paesi Bassi                                                                | 0 – 0                                                                      | Svizzera                                                                   | Amichevole                                                                 | - | Cap: R. van der Vaart                                                      |
| 15-11-2011                                                                 | Amburgo                                                                    | Germania                                                                   | 3 – 0                                                                      | Paesi Bassi                                                                | Amichevole                                                                 | - | Cap: M.van Bommel                                                          |
| 29-2-2012                                                                  | Londra                                                                     | Inghilterra                                                                | 2 – 3                                                                      | Paesi Bassi                                                                | Amichevole                                                                 | 2 Arjen Robben Klaas-Jan Huntelaar                                                                       | Cap: M.van Bommel                                                          |
| 26-5-2012                                                                  | Amsterdam                                                                  | Paesi Bassi                                                                | 1 – 2                                                                      | Bulgaria                                                                   | Amichevole                                                                 | Robin van Persie                                                                                         | Cap: M.van Bommel                                                          |
| 30-5-2012                                                                  | Rotterdam                                                                  | Paesi Bassi                                                                | 2 – 0                                                                      | Slovacchia                                                                 | Amichevole                                                                 | autorete Rafael van der Vaart                                                                            | Cap: M.van Bommel                                                          |
| 2-6-2012                                                                   | Amsterdam                                                                  | Paesi Bassi                                                                | 6 – 0                                                                      | Irlanda del Nord                                                           | Amichevole                                                                 | 2 Robin van Persie 1 (rig.) Wesley Sneijder 2 Ibrahim Afellay Ron Vlaar                                  | Cap: M.van Bommel                                                          |
| 9-6-2012                                                                   | Charkiv                                                                    | Paesi Bassi                                                                | 0 – 1                                                                      | Danimarca                                                                  | Euro 2012 - 1º turno                                                       | - | Cap: M.van Bommel                                                          |
| 13-6-2012                                                                  | Charkiv                                                                    | Paesi Bassi                                                                | 1 – 2                                                                      | Germania                                                                   | Euro 2012 - 1º turno                                                       | Robin van Persie                                                                                         | Cap: M.van Bommel                                                          |
| 17-6-2012                                                                  | Charkiv                                                                    | Portogallo                                                                 | 2 – 1                                                                      | Paesi Bassi                                                                | Euro 2012 - 1º turno                                                       | Rafael van der Vaart                                                                                     | Cap: R. van der Vaart                                                      |
| Totale                                                                     |                                                                            | Presenze                                                                   | 52                                                                         |                                                                            | Reti                                                                       | 111 |                                                                            |

##### Arabia Saudita
| 2015                  | Arabia Saudita        | Qual. Mondiale 2018   | 1º nel girone A, Qualificato al Terzo Round | 5  | 4  | 1 | 0 | 80,00 | 24 | 1  | +23 |
| 2016                  | Arabia Saudita        | Qual. Mondiale 2018   | 1º nel girone A, Qualificato al Terzo Round | 2  | 1  | 1 | 0 | 50,00 | 3  | 1  | +2  |
| 2016                  | Arabia Saudita        | Qual. Mondiale 2018   | 2º nel girone B, Qualificato al Mondiale    | 5  | 3  | 1 | 1 | 60,00 | 9  | 5  | +4  |
| 2017                  | Arabia Saudita        | Qual. Mondiale 2018   | 2º nel girone B, Qualificato al Mondiale    | 5  | 3  | 0 | 2 | 60,00 | 8  | 5  | +3  |
| 2015-2017             | Arabia Saudita        | Amichevoli            |                                             | 3  | 2  | 1 | 0 | 66,67 | 11 | 2  | +9  |
| Totale Arabia Saudita | Totale Arabia Saudita | Totale Arabia Saudita | Totale Arabia Saudita                       | 20 | 13 | 4 | 3 | 65,00 | 55 | 14 | +39 |

###### Panchine da commissario tecnico della nazionale saudita
| Cronologia completa delle presenze e delle reti in nazionale ― Arabia Saudita | Cronologia completa delle presenze e delle reti in nazionale ― Arabia Saudita | Cronologia completa delle presenze e delle reti in nazionale ― Arabia Saudita | Cronologia completa delle presenze e delle reti in nazionale ― Arabia Saudita | Cronologia completa delle presenze e delle reti in nazionale ― Arabia Saudita | Cronologia completa delle presenze e delle reti in nazionale ― Arabia Saudita | Cronologia completa delle presenze e delle reti in nazionale ― Arabia Saudita                               | Cronologia completa delle presenze e delle reti in nazionale ― Arabia Saudita |
| Data                                                                          | Città                                                                         | In casa                                                                       | Risultato                                                                     | Ospiti                                                                        | Competizione                                                                  | Reti | Note                                                                          |
| ----------------------------------------------------------------------------- | ----------------------------------------------------------------------------- | ----------------------------------------------------------------------------- | ----------------------------------------------------------------------------- | ----------------------------------------------------------------------------- | ----------------------------------------------------------------------------- | --- | ----------------------------------------------------------------------------- |
| 3-9-2015                                                                      | Gedda                                                                         | Arabia Saudita                                                                | 7 – 0                                                                         | Timor Est                                                                     | Qual. Mondiali 2018                                                           | Yahya Al-Shehri 3 Mohammed Al-Sahlawi 1 (rig.) Salman Al-Faraj Taisir Al-Jassim Fahad Al-Muwallad           | Cap: O.Hawsawi                                                                |
| 8-9-2015                                                                      | Kuala Lampur                                                                  | Malaysia                                                                      | 0 – 3 tav                                                                     | Arabia Saudita                                                                | Qual. Mondiali 2018                                                           | - | Cap: O.Hawsawi                                                                |
| 8-10-2015                                                                     | Gedda                                                                         | Arabia Saudita                                                                | 2 – 1                                                                         | Emirati Arabi Uniti                                                           | Qual. Mondiali 2018                                                           | 2 Mohammed Al-Sahlawi 1 (rig.)                                                                              | Cap: O.Hawsawi                                                                |
| 9-11-2015                                                                     | Gerusalemme                                                                   | Palestina                                                                     | 0 – 0                                                                         | Arabia Saudita                                                                | Qual. Mondiali 2018                                                           | - | Cap: O.Hawsawi                                                                |
| 17-11-2015                                                                    | Dili                                                                          | Timor Est                                                                     | 0 – 10                                                                        | Arabia Saudita                                                                | Qual. Mondiali 2018                                                           | 5 Mohammed Al-Sahlawi 1 (rig.) Osama Hawsawi Yahya Al-Shehri Taisir Al-Jassim Naif Hazazi Fahad Al-Muwallad | Cap: O.Hawsawi                                                                |
| 24-3-2016                                                                     | Gedda                                                                         | Arabia Saudita                                                                | 2 – 0                                                                         | Malaysia                                                                      | Qual. Mondiali 2018                                                           | Mohammed Al-Sahlawi Taisir Al-Jassim                                                                        | Cap: O.Hawsawi                                                                |
| 29-3-2016                                                                     | Abu Dhabi                                                                     | Emirati Arabi Uniti                                                           | 1 – 1                                                                         | Arabia Saudita                                                                | Qual. Mondiali 2018                                                           | Taisir Al-Jassim                                                                                            | Cap: O.Hawsawi                                                                |
| 24-8-2016                                                                     | Doha                                                                          | Arabia Saudita                                                                | 4 – 0                                                                         | Laos                                                                          | Amichevole                                                                    | Taisir Al-Jassim Mohammed Al-Sahlawi Ali Awaji Housain Al-Mogahwi                                           | Cap: O.Hawsawi                                                                |
| 1-9-2016                                                                      | Riyad                                                                         | Arabia Saudita                                                                | 1 – 0                                                                         | Thailandia                                                                    | Qual. Mondiali 2018                                                           | Nawaf Al-Abed (rig.)                                                                                        | Cap: O.Hawsawi                                                                |
| 6-9-2016                                                                      | Shah Alam                                                                     | Iraq                                                                          | 1 – 2                                                                         | Arabia Saudita                                                                | Qual. Mondiali 2018                                                           | 2 Nawaf Al-Abed 2 (rig.)                                                                                    | Cap: O.Hawsawi                                                                |
| 6-10-2016                                                                     | Riyad                                                                         | Arabia Saudita                                                                | 2 – 2                                                                         | Australia                                                                     | Qual. Mondiali 2018                                                           | Taisir Al-Jassim Nasser Al-Shamrani                                                                         | Cap: O.Hawsawi                                                                |
| 11-10-2016                                                                    | Gedda                                                                         | Arabia Saudita                                                                | 3 – 0                                                                         | Emirati Arabi Uniti                                                           | Qual. Mondiali 2018                                                           | Fahad Al-Muwallad Nawaf Al-Abed Yahya Al-Shehri                                                             | Cap: O.Hawsawi                                                                |
| 15-11-2016                                                                    | Saitama                                                                       | Giappone                                                                      | 2 – 1                                                                         | Arabia Saudita                                                                | Qual. Mondiali 2018                                                           | Omar Hawsawi                                                                                                | Cap: O.Hawsawi                                                                |
| 10-1-2017                                                                     | Abu Dhabi                                                                     | Arabia Saudita                                                                | 0 – 0                                                                         | Slovenia                                                                      | Amichevole                                                                    | - |                                                                               |
| 14-1-2017                                                                     | Abu Dhabi                                                                     | Cambogia                                                                      | 2 – 7                                                                         | Arabia Saudita                                                                | Amichevole                                                                    | 3 Nasser Al-Shamrani 1 (rig.) 2 Mohammed Al-Sahlawi 2 (rig.) autorete Abdulmajeed Al-Ruwaili                | Cap: O.Hawsawi                                                                |
| 23-3-2017                                                                     | Bangkok                                                                       | Thailandia                                                                    | 0 – 3                                                                         | Arabia Saudita                                                                | Qual. Mondiali 2018                                                           | Mohammed Al-Sahlawi autorete Salman Al-Moasher                                                              | Cap: T. Al-Jassim                                                             |
| 28-3-2017                                                                     | Riyad                                                                         | Arabia Saudita                                                                | 1 – 0                                                                         | Iraq                                                                          | Qual. Mondiali 2018                                                           | Yahya Al-Shehri                                                                                             | Cap: O.Hawsawi                                                                |
| 8-6-2017                                                                      | Sydney                                                                        | Australia                                                                     | 3 – 2                                                                         | Arabia Saudita                                                                | Qual. Mondiali 2018                                                           | Salem Al-Dawsari Mohammed Al-Sahlawi                                                                        | Cap: O.Hawsawi                                                                |
| 29-8-2017                                                                     | Al-'Ayn                                                                       | Emirati Arabi Uniti                                                           | 2 – 1                                                                         | Arabia Saudita                                                                | Qual. Mondiali 2018                                                           | Nawaf Al-Abed (rig.)                                                                                        | Cap: O.Hawsawi                                                                |
| 5-9-2017                                                                      | Riyad                                                                         | Arabia Saudita                                                                | 1 – 0                                                                         | Giappone                                                                      | Qual. Mondiali 2018                                                           | Fahad Al-Muwallad                                                                                           | Cap: O.Hawsawi                                                                |
| Totale                                                                        |                                                                               | Presenze                                                                      | 20                                                                            |                                                                               | Reti                                                                          | 55 |                                                                               |

##### Australia
| giu.-lug. 2018   | Australia        | Mondiali 2018    | Fase a gironi (4° nel gruppo C) | 3 | 0 | 1 | 2 | &0,00 | 2 | 5  | -3 |
| 2018             | Australia        | Amichevoli       |                                 | 4 | 2 | 1 | 1 | 50,00 | 7 | 5  | +2 |
| Totale Australia | Totale Australia | Totale Australia | Totale Australia                | 7 | 2 | 2 | 3 | 28,57 | 9 | 10 | -1 |

###### Panchine da commissario tecnico della nazionale australiana
| Cronologia completa delle presenze e delle reti in nazionale ― Australia | Cronologia completa delle presenze e delle reti in nazionale ― Australia | Cronologia completa delle presenze e delle reti in nazionale ― Australia | Cronologia completa delle presenze e delle reti in nazionale ― Australia | Cronologia completa delle presenze e delle reti in nazionale ― Australia | Cronologia completa delle presenze e delle reti in nazionale ― Australia | Cronologia completa delle presenze e delle reti in nazionale ― Australia | Cronologia completa delle presenze e delle reti in nazionale ― Australia |
| Data                                                                     | Città                                                                    | In casa                                                                  | Risultato                                                                | Ospiti                                                                   | Competizione                                                             | Reti                                                                     | Note                                                                     |
| ------------------------------------------------------------------------ | ------------------------------------------------------------------------ | ------------------------------------------------------------------------ | ------------------------------------------------------------------------ | ------------------------------------------------------------------------ | ------------------------------------------------------------------------ | ------------------------------------------------------------------------ | ------------------------------------------------------------------------ |
| 23-3-2018                                                                | Oslo                                                                     | Norvegia                                                                 | 4 – 1                                                                    | Australia                                                                | Amichevole                                                               | Jackson Irvine                                                           | Cap: M.Jedinak                                                           |
| 27-3-2018                                                                | Londra                                                                   | Colombia                                                                 | 0 – 0                                                                    | Australia                                                                | Amichevole                                                               | -                                                                        | Cap: M.Jedinak                                                           |
| 1-6-2018                                                                 | Sankt Pölten                                                             | Australia                                                                | 4 – 0                                                                    | Rep. Ceca                                                                | Amichevole                                                               | 2 Matthew Leckie Andrew Nabbout autorete                                 | Cap: T.Sainsbury                                                         |
| 9-6-2018                                                                 | Budapest                                                                 | Ungheria                                                                 | 1 – 2                                                                    | Australia                                                                | Amichevole                                                               | Daniel Arzani autorete                                                   | Cap: T.Sainsbury                                                         |
| 16-6-2018                                                                | Kazan'                                                                   | Francia                                                                  | 2 – 1                                                                    | Australia                                                                | Mondiali 2018 - 1º turno                                                 | Mile Jedinak (rig.)                                                      | Cap: M.Jedinak                                                           |
| 21-6-2018                                                                | Samara                                                                   | Danimarca                                                                | 1 – 1                                                                    | Australia                                                                | Mondiali 2018 - 1º turno                                                 | Mile Jedinak (rig.)                                                      | Cap: M.Jedinak                                                           |
| 26-6-2018                                                                | Soči                                                                     | Australia                                                                | 0 – 2                                                                    | Perù                                                                     | Mondiali 2018 - 1º turno                                                 | -                                                                        | Cap: M.Jedinak                                                           |
| Totale                                                                   |                                                                          | Presenze                                                                 | 7                                                                        |                                                                          | Reti                                                                     | 9                                                                        |                                                                          |

##### Emirati Arabi
| nov.- dic. 2019                     | Emirati Arabi Uniti        | Coppa delle Nazioni del Golfo 2019 | 3º Nel gruppo A            | 3  | 1  | 0 | 2 | 33,33 | 5  | 6  | -1  |
| 2019                                | Emirati Arabi Uniti        | Qual. Mondiali 2022                | Esonerato durante la fase  | 4  | 2  | 0 | 2 | 50,00 | 8  | 4  | +4  |
| 2021                                | Emirati Arabi Uniti        | Qual. Mondiali 2022                | Esonerato durante la fase  | 10 | 5  | 3 | 2 | 50,00 | 19 | 8  | +11 |
| gen.-feb. 2022                      | Emirati Arabi Uniti        | Qual. Mondiali 2022                | Esonerato durante la fase  | 2  | 1  | 0 | 1 | 50,00 | 2  | 1  | +1  |
| nov.-dic. 2021                      | Emirati Arabi Uniti        | Coppa araba FIFA 2021              | Quarti di finale           | 4  | 2  | 0 | 2 | 50,00 | 3  | 7  | -4  |
| Dal 2019 al 2020 e dal 2021 al 2022 | Emirati Arabi Uniti        | Amichevoli                         |                            | 7  | 5  | 2 | 0 | 71,43 | 22 | 3  | +19 |
| Totale Emirati Arabi Uniti          | Totale Emirati Arabi Uniti | Totale Emirati Arabi Uniti         | Totale Emirati Arabi Uniti | 30 | 16 | 5 | 9 | 53,33 | 59 | 29 | +30 |

###### Panchine da commissario tecnico della nazionale emiratina
| Cronologia completa delle presenze e delle reti in nazionale ― Emirati Arabi Uniti | Cronologia completa delle presenze e delle reti in nazionale ― Emirati Arabi Uniti | Cronologia completa delle presenze e delle reti in nazionale ― Emirati Arabi Uniti | Cronologia completa delle presenze e delle reti in nazionale ― Emirati Arabi Uniti | Cronologia completa delle presenze e delle reti in nazionale ― Emirati Arabi Uniti | Cronologia completa delle presenze e delle reti in nazionale ― Emirati Arabi Uniti | Cronologia completa delle presenze e delle reti in nazionale ― Emirati Arabi Uniti | Cronologia completa delle presenze e delle reti in nazionale ― Emirati Arabi Uniti |
| Data                                                                               | Città                                                                              | In casa                                                                            | Risultato                                                                          | Ospiti                                                                             | Competizione                                                                       | Reti                                                                               | Note                                                                               |
| ---------------------------------------------------------------------------------- | ---------------------------------------------------------------------------------- | ---------------------------------------------------------------------------------- | ---------------------------------------------------------------------------------- | ---------------------------------------------------------------------------------- | ---------------------------------------------------------------------------------- | ---------------------------------------------------------------------------------- | ---------------------------------------------------------------------------------- |
| 21-3-2019                                                                          | Abu Dhabi                                                                          | Emirati Arabi Uniti                                                                | 2 – 1                                                                              | Arabia Saudita                                                                     | Amichevole                                                                         | Bandar Mohamed Ali Mabkhout                                                        | Cap: K.Eisa                                                                        |
| 26-3-2019                                                                          | Abu Dhabi                                                                          | Emirati Arabi Uniti                                                                | 0 – 0                                                                              | Siria                                                                              | Amichevole                                                                         | -                                                                                  |                                                                                    |
| 30-8-2019                                                                          | Riffa                                                                              | Emirati Arabi Uniti                                                                | 4 – 0                                                                              | Rep. Dominicana                                                                    | Amichevole                                                                         | Jasim Salem 2 Khalil Ibrahim Bandar Mohamed                                        |                                                                                    |
| 31-8-2019                                                                          | Abu Dhabi                                                                          | Emirati Arabi Uniti                                                                | 5 – 1                                                                              | Sri Lanka                                                                          | Amichevole                                                                         | 3 Ali Mabkhout 1 (rig.) Ahmed Barman Ali Saleh                                     | Cap: K.Eisa                                                                        |
| 10-9-2019                                                                          | Kuala Lumpur                                                                       | Malaysia                                                                           | 1 – 2                                                                              | Emirati Arabi Uniti                                                                | Qual. Mondiali 2022                                                                | 2 Ali Mabkhout                                                                     | Cap: W.Abbas                                                                       |
| 10-10-2019                                                                         | Dubai                                                                              | Emirati Arabi Uniti                                                                | 5 – 0                                                                              | Indonesia                                                                          | Qual. Mondiali 2022                                                                | Khalil Ibrahim 3 Ali Mabkhout 1 (rig.) Tareq Ahmed                                 | Cap: W.Abbas                                                                       |
| 15-10-2019                                                                         | Rangsit                                                                            | Thailandia                                                                         | 2 – 1                                                                              | Emirati Arabi Uniti                                                                | Qual. Mondiali 2022                                                                | Ali Mabkhout                                                                       | Cap: O.Abdulrahman Template:CronoparVIE                                            |
| 26-11-2019                                                                         | Doha                                                                               | Emirati Arabi Uniti                                                                | 3 – 0                                                                              | Yemen                                                                              | Gulf Cup 2019 - 1º turno                                                           | 3 Ali Mabkhout                                                                     | Cap: A.Mabkout                                                                     |
| 29-11-2019                                                                         | Doha                                                                               | Emirati Arabi Uniti                                                                | 0 – 2                                                                              | Iraq                                                                               | Gulf Cup 2019 - 1º turno                                                           | -                                                                                  | Cap: Y.Jaber                                                                       |
| 2-12-2019                                                                          | Doha                                                                               | Qatar                                                                              | 4 – 2                                                                              | Emirati Arabi Uniti                                                                | Gulf Cup 2019 - 1º turno                                                           | 2 Ali Mabkhout 1 (rig.)                                                            | Cap: I. Al-Hammadi                                                                 |
| 12-1-2021                                                                          | Dubai                                                                              | Emirati Arabi Uniti                                                                | 0 – 0                                                                              | Iraq                                                                               | Amichevole                                                                         | -                                                                                  | Cap: W.Abbas                                                                       |
| 29-3-2021                                                                          | Dubai                                                                              | India                                                                              | 0 – 6                                                                              | Emirati Arabi Uniti                                                                | Amichevole                                                                         | 3 Ali Mabkhout 1 (rig.) Khalil Ibrahim Fabio Lima Sebastián Tagliabúe              | Cap: W.Abbas                                                                       |
| 24-5-2021                                                                          | Dubai                                                                              | Emirati Arabi Uniti                                                                | 5 – 1                                                                              | Giordania                                                                          | Amichevole                                                                         | 3 Ali Mabkhout 1 (rig.) Khalil Ibrahim Caio                                        | Cap: W.Abbas                                                                       |
| 3-6-2021                                                                           | Dubai                                                                              | Emirati Arabi Uniti                                                                | 4 – 0                                                                              | Malaysia                                                                           | Qual. Mondiali 2022                                                                | 2 Ali Mabkhout 2 Fabio Lima                                                        | Cap: W.Abbas                                                                       |
| 7-6-2021                                                                           | Dubai                                                                              | Emirati Arabi Uniti                                                                | 3 – 1                                                                              | Thailandia                                                                         | Qual. Mondiali 2022                                                                | Caio Fabio Lima Mohammed Jumaa                                                     | Cap: W.Abbas                                                                       |
| 11-6-2021                                                                          | Dubai                                                                              | Indonesia                                                                          | 0 – 5                                                                              | Emirati Arabi Uniti                                                                | Qual. Mondiali 2022                                                                | 2Ali Mabkhout 1 (rig.) 2 Fabio Lima Sebastián Tagliabúe                            | Cap: W.Abbas Template:CronoparVIE                                                  |
| 2-9-2021                                                                           | Dubai                                                                              | Emirati Arabi Uniti                                                                | 0 – 0                                                                              | Libano                                                                             | Qual. Mondiali 2022                                                                | -                                                                                  | Cap: W.Abbas                                                                       |
| 7-9-2021                                                                           | Amman                                                                              | Siria                                                                              | 1 – 1                                                                              | Emirati Arabi Uniti                                                                | Qual. Mondiali 2022                                                                | Ali Mabkhout                                                                       | Cap: W.Abbas                                                                       |
| 7-10-2021                                                                          | Dubai                                                                              | Emirati Arabi Uniti                                                                | 0 – 1                                                                              | Iran                                                                               | Qual. Mondiali 2022                                                                | -                                                                                  | Cap: A.Khaseif                                                                     |
| 12-10-2021                                                                         | Dubai                                                                              | Emirati Arabi Uniti                                                                | 2 – 2                                                                              | Iraq                                                                               | Qual. Mondiali 2022                                                                | Caio Ali Mabkhout                                                                  | Cap: A.Khaseif                                                                     |
| 11-11-2021                                                                         | Goyang                                                                             | Corea del Sud                                                                      | 1 – 0                                                                              | Emirati Arabi Uniti                                                                | Qual. Mondiali 2022                                                                | -                                                                                  | Cap: A.Khaseif                                                                     |
| 16-11-2021                                                                         | Sidon                                                                              | Libano                                                                             | 0 – 1                                                                              | Emirati Arabi Uniti                                                                | Qual. Mondiali 2022                                                                | Ali Mabkhout (rig.)                                                                | Cap: A.Khaseif                                                                     |
| 30-11-2021                                                                         | Doha                                                                               | Emirati Arabi Uniti                                                                | 2 – 1                                                                              | Siria                                                                              | Coppa araba FIFA 2021 - 1º turno                                                   | Caio Alhusain Saleh                                                                | Cap: W.Abbas                                                                       |
| 3-12-2021                                                                          | Doha                                                                               | Mauritania                                                                         | 0 – 1                                                                              | Emirati Arabi Uniti                                                                | Coppa araba FIFA 2021 - 1º turno                                                   | Khalil Ibrahim                                                                     | Cap: W.Abbas                                                                       |
| 6-12-2021                                                                          | Doha                                                                               | Tunisia                                                                            | 1 – 0                                                                              | Emirati Arabi Uniti                                                                | Coppa araba FIFA 2021 - 1º turno                                                   | -                                                                                  | Cap: W.Abbas                                                                       |
| 10-12-2021                                                                         | Al Khor                                                                            | Qatar                                                                              | 5 – 0                                                                              | Emirati Arabi Uniti                                                                | Coppa araba FIFA 2021 - Quarti di finale                                           | -                                                                                  | Cap: A.Khaseif                                                                     |
| 27-1-2022                                                                          | Dubai                                                                              | Emirati Arabi Uniti                                                                | 2 – 0                                                                              | Siria                                                                              | Qual. Mondiali 2022                                                                | Caio Yahya Al Ghassani                                                             | Cap: W.Abbas                                                                       |
| 1-2-2022                                                                           | Tehran                                                                             | Iran                                                                               | 1 – 0                                                                              | Emirati Arabi Uniti                                                                | Qual. Mondiali 2022                                                                | -                                                                                  | Cap: W.Abbas                                                                       |
| Totale                                                                             |                                                                                    | Presenze                                                                           | 30                                                                                 |                                                                                    | Reti                                                                               | 59                                                                                 |                                                                                    |

## Palmarès

### Giocatore

#### Club
- Coppa dei Paesi Bassi: 1

AZ: 1977-1978
- Eerste Divisie: 1

Fortuna Sittard: 1983-1984

### Allenatore

#### Club

##### Competizioni nazionali
- Coppa dei Paesi Bassi: 1

Feyenoord: 2007-2008

##### Competizioni internazionali
- Coppa UEFA: 1

Feyenoord: 2001-2002